# Nevado Condoriri
El Nevado Condoriri es una montaña en la Cordillera Real de Bolivia de unos 5.648 metros de altitud. Es también el nombre de todo el macizo. Condoriri está situado en el Departamento de La Paz, Provincia de Los Andes, municipio de Pucarani, al sudeste del Chachacomani y noroeste del Huayna Potosí.
La parte central del grupo Condoriri está formada por tres picos que se parecen a un cóndor con las alas extendidas: 
- el Condoriri en sí, también llamado Cabeza de(l) Cóndor (5.648 m),
- Ala Izquierda, Ala Norte (5.532 m), el pico oeste del Condoriri y
- Ala Derecha o Ala Sur (5.482 m).

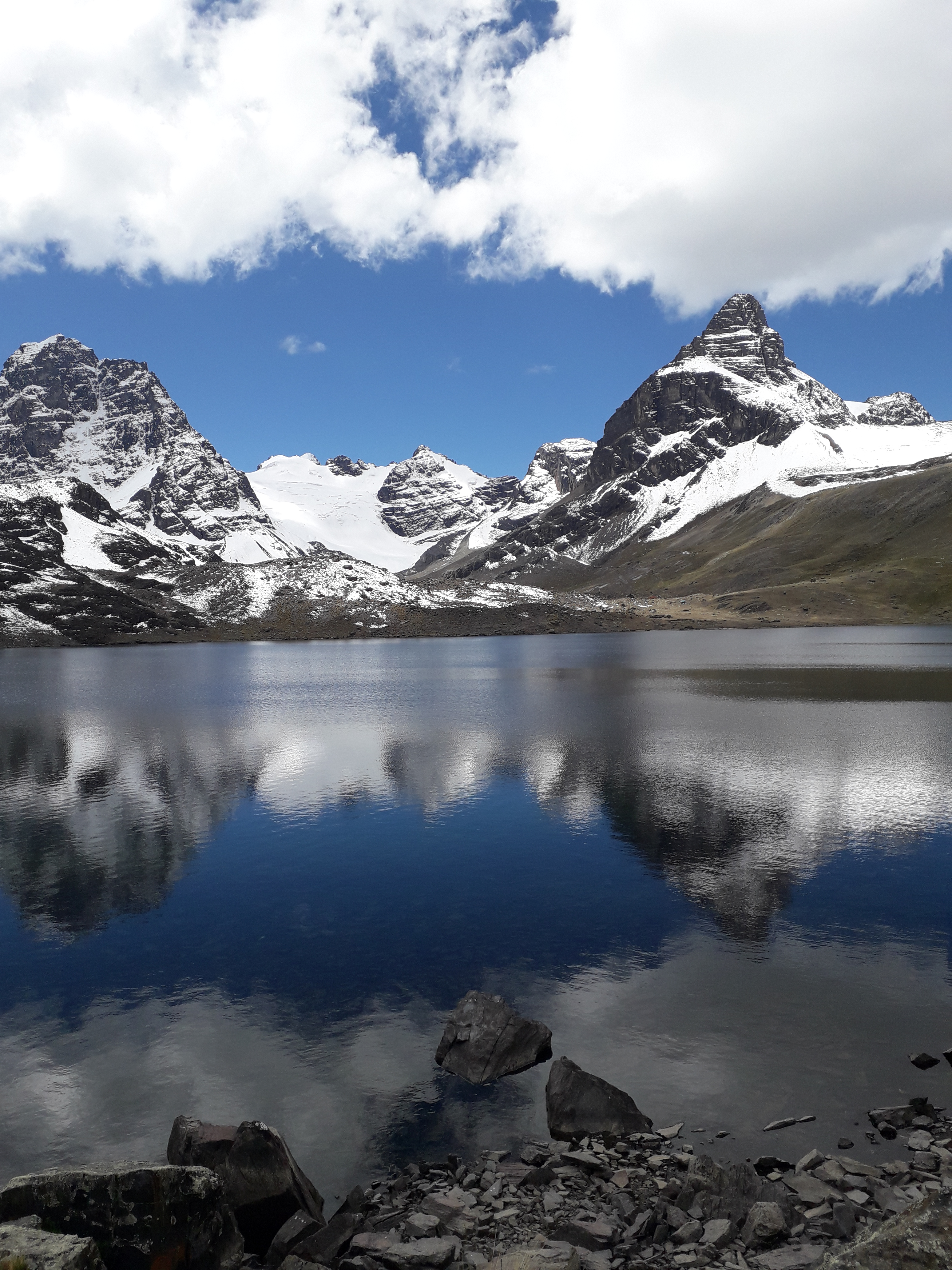
Laguna al pie del Nevado Condoriri

Otros picos notables del macizo del Condoriri son:
- Pico Reya (5.495 m)
- Qallwani (Yugoslavia) (5.492 m), 2 km al norte del Condoriri
- Ventanani (5.428 m)
- Pico Eslovenia (5.381 m)
- Pequeño Alpamayo (5.370 m)
- Pico Medio (5.355 m)
- Ilusión (5.330 m)
- Aguja Negra (5.290 m)
- Pirámide Blanca (5.230 m)
- Diente (5.200 m)
- Ilusioncita (5.150 m)
- Tarija (5.060 m)
- Titicaca (4.968 m)

Los lagos Ch'iyar Quta y Juri Quta están situados al sur del macizo.

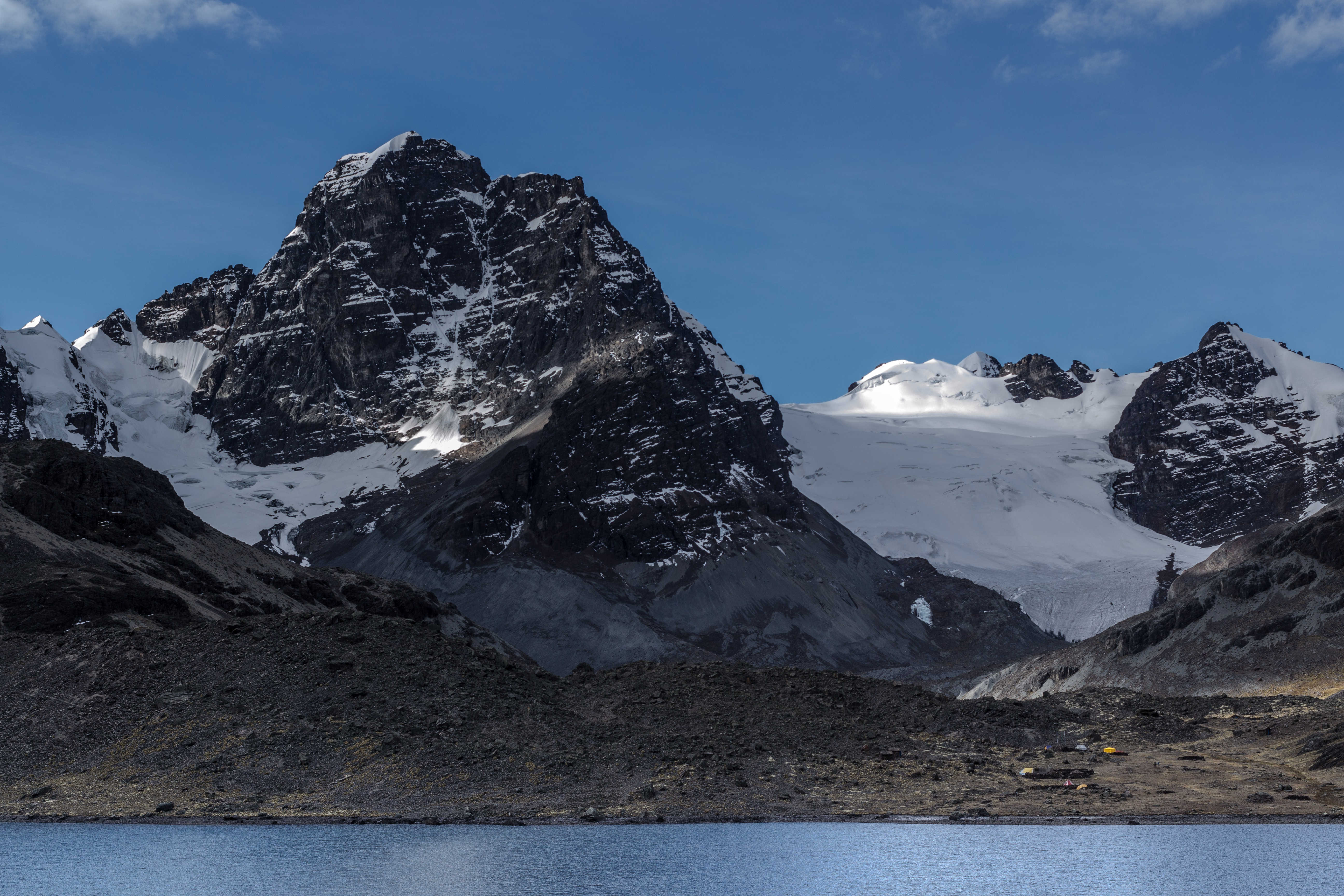
Condoriri La Paz, Bolivia.

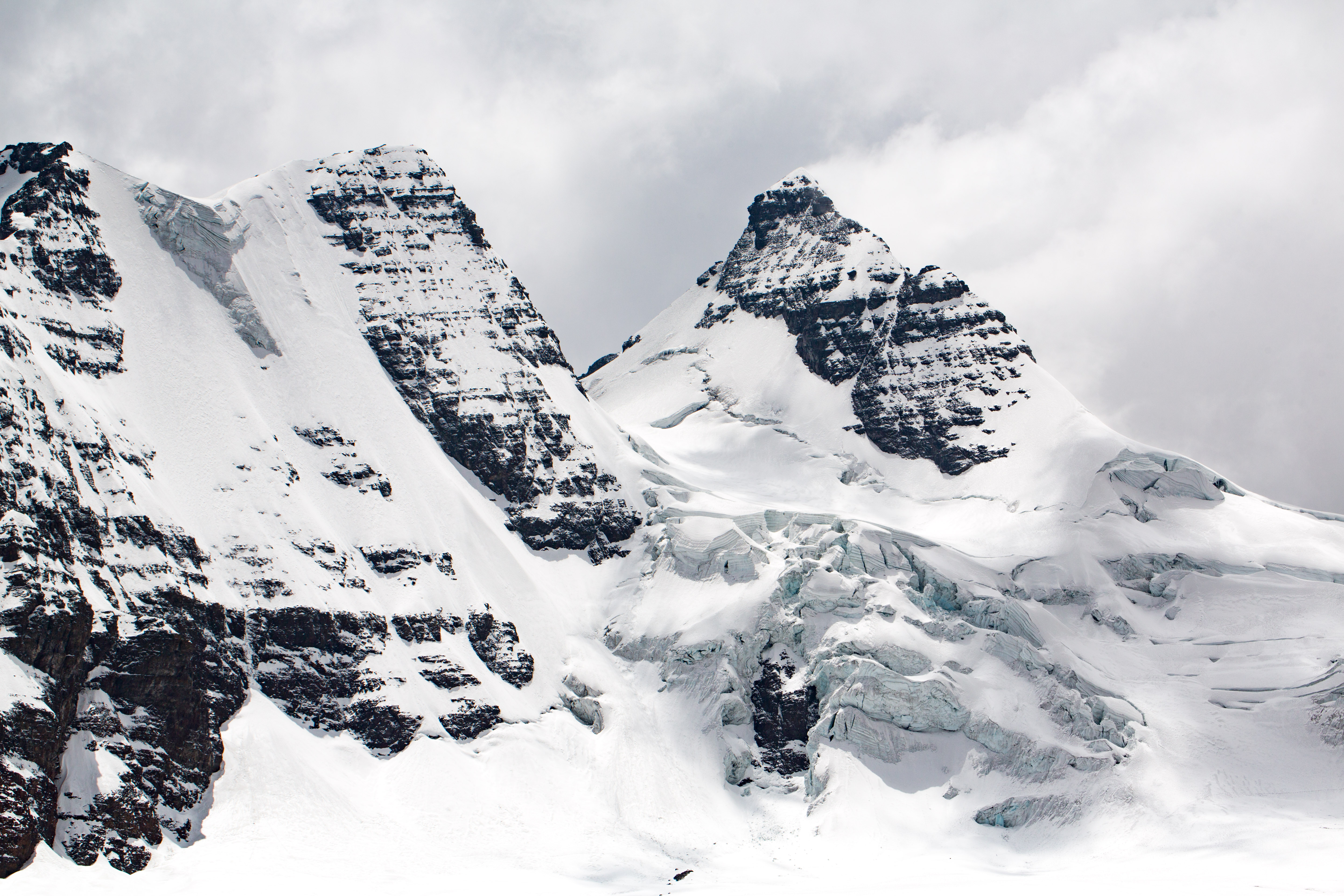
Condoriri.

## Etimología
El nombre Condoriri es la grafía española de la palabra aymara "kunturi", que significa cóndor. Junto con los dos picos vecinos, la montaña se asemeja a un cóndor con las alas extendidas. El Condoriri es la cabeza del cóndor (Cabeza de Cóndor), mientras que los dos picos secundarios forman el ala izquierda (Ala Izquierda, 5532 m) y el ala derecha (Ala Derecha, 5482 m).

## Ascensos
El primer ascenso a este coloso data del año 1926, llevado a cabo por los alpinistas Germán Stoller y Helmut Fritz, que sin embargo no ha sido confirmado.
El alemán Wilfrid Kühm logró el primer ascenso solo confirmado en abril de 1940. Eligió la ruta sobre la cresta suroeste, que ahora se considera la ruta normal.

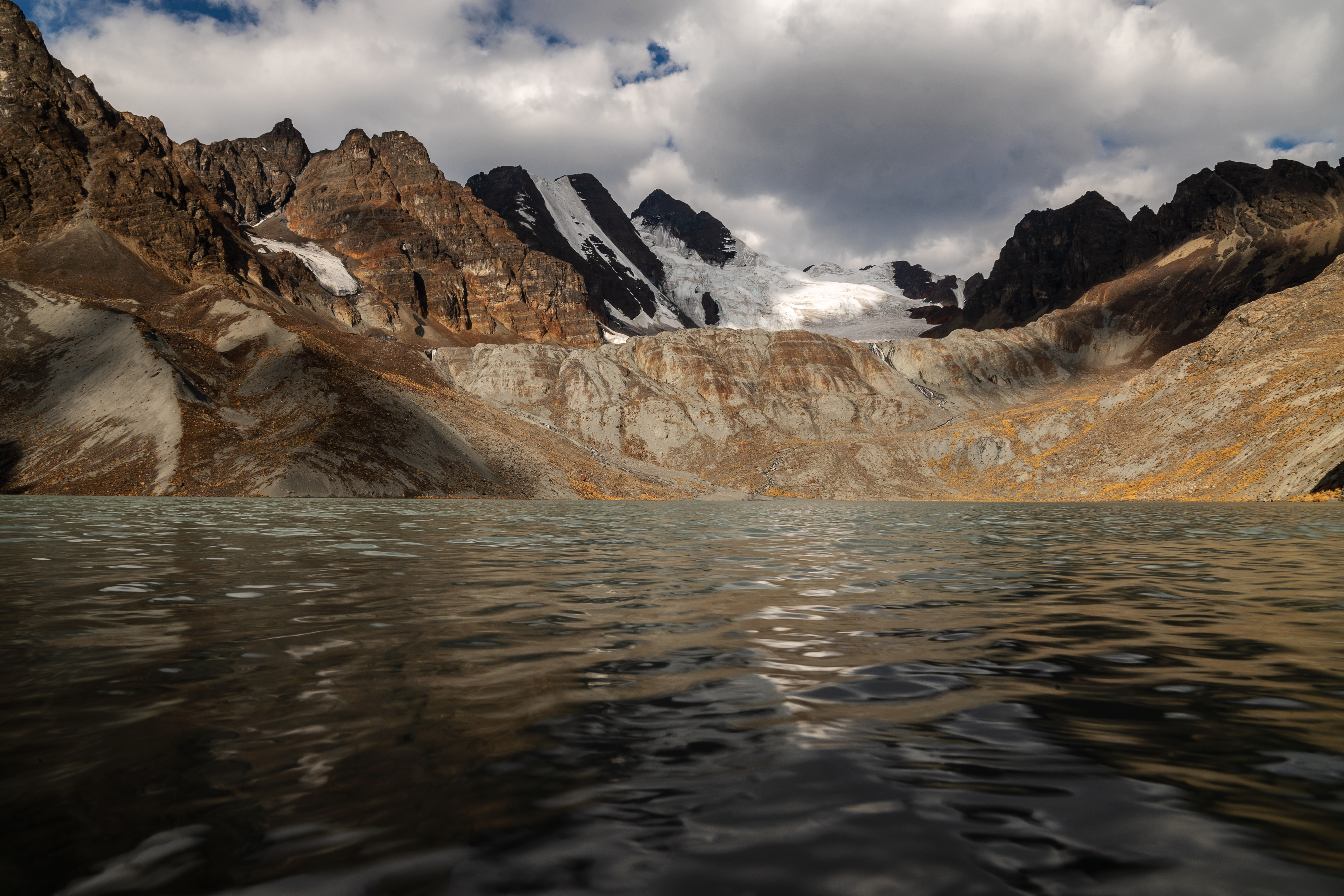
Vista de la laguna

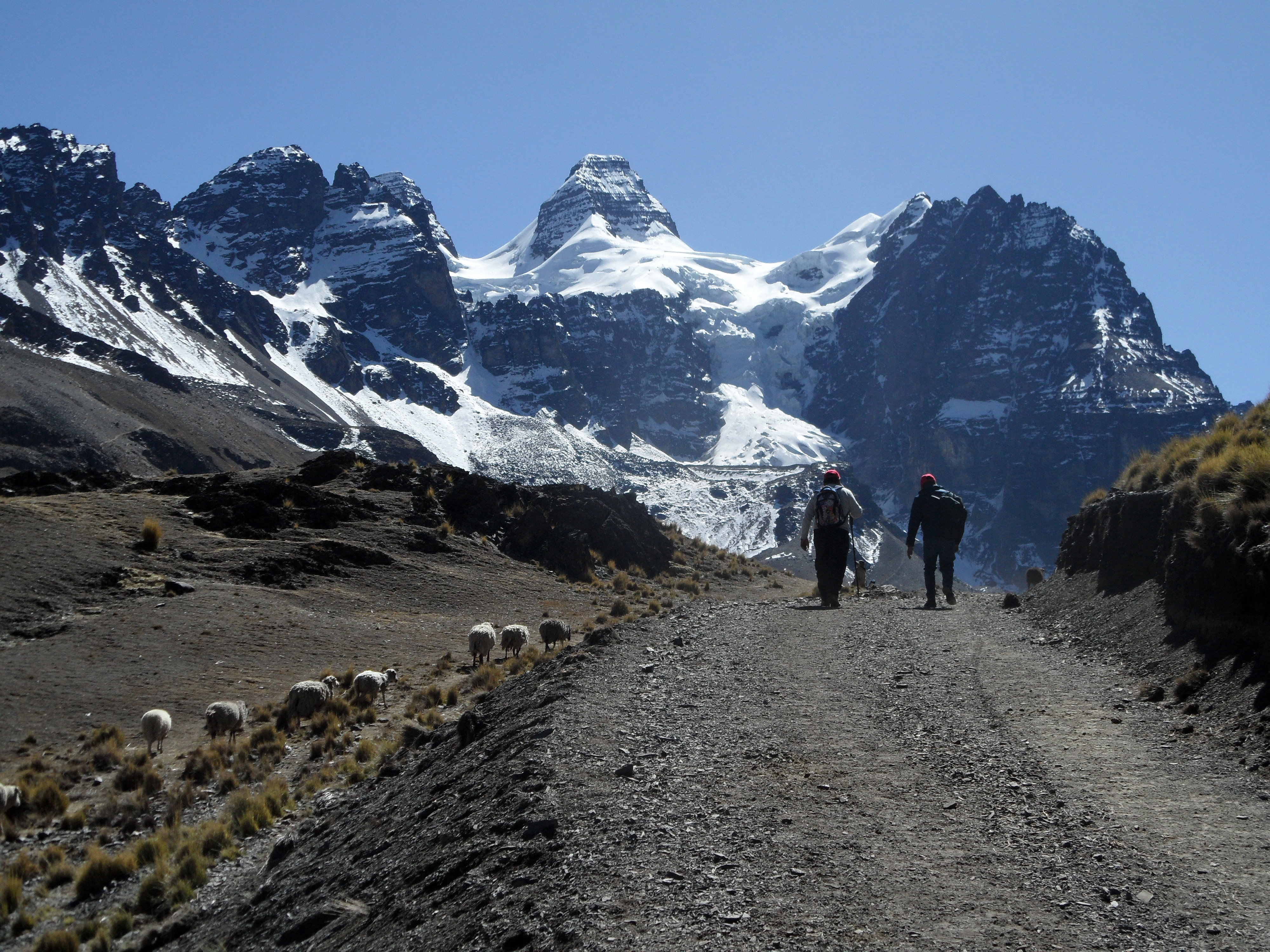
Vista del camino de ascenso.

La ruta directa por la cara sur fue escalada con éxito por primera vez en 1973 por Angelo Gelmi, José Ferrari y Alain Mesili. En 1996 E. Monasterios y J. Ogden lograron un ascenso directo por la cara sureste.

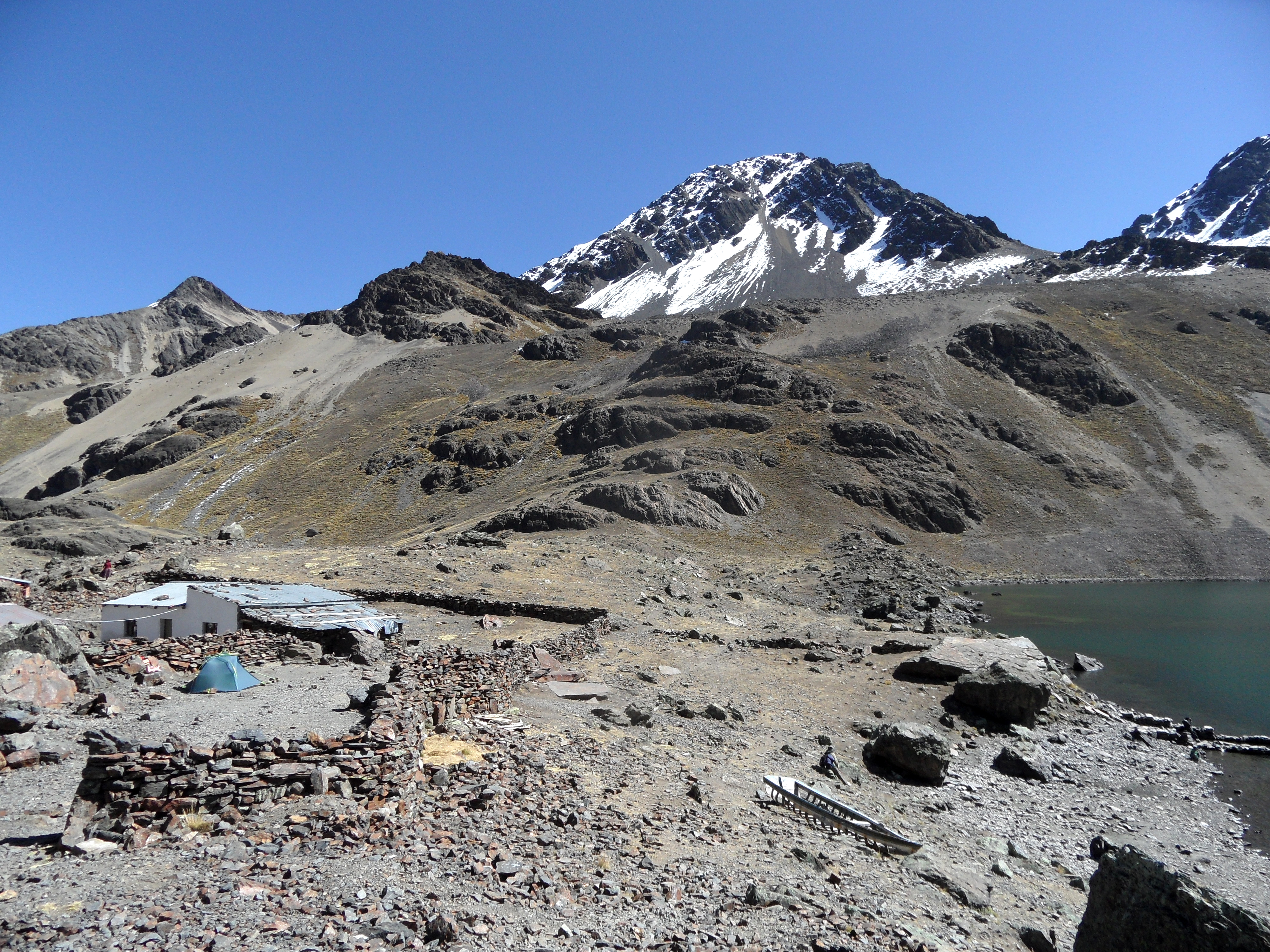
Vista del campamento base al inicio de la ruta de ascenso.